# Dillon Williams
Dillon Emmanuel Williams (30 de agosto de 1995), es un luchador canadiense de lucha libre. Ganó una medalla de bronce en el Campeonato Panamericano de 2016. 